# Annihilator
Annihilator is een Canadese thrashmetalband die debuteerde met het album Alice in Hell.

## Geschiedenis
Annihilator werd opgericht te Ottawa door Jeff Waters in 1984. Hij schreef een nummer en nam het op samen met vocalist John Bates. Dit nummer, Annihilator, is nooit officieel uitgebracht. Waters rekruteerde een drummer, Poul Malek, en Bates vond een geschikte bassist, Dave Scott. Deze samenstelling bleef ongewijzigd voor twee jaar en de liedjes die tijdens deze periode gemaakt zijn vinden we voor het grootste deel terug op de twee eerste albums. Voor de uitgave van hun debuut-lp verhuisde Waters naar Vancouver waar hij de groep helemaal opnieuw samenstelde met onder anderen oud-D.O.A.-lid Randy Rampage. Waters heeft door de jaren heen de samenstelling van de groep vaak veranderd, inclusief de vocalisten.

## Leden
Anno 2018 bestaat Annihilator uit:
- Jeff Waters - gitarist en vocalist
- Rich Hinks - basgitarist
- Aaron Homma - gitarist
- Fabio Alessadrini - drummer

## Vroegere leden
- Dennis Dubeau - vocalist
- Joe Comeau - vocalist
- Aaron Randall - vocalist
- Coburn Pharr - vocalist
- Randy Rampage - vocalist
- Dave Padden - vocalist
- Dave Scott Davis - gitarist
- Neil Goldberg - gitarist
- Anthony Greenham - gitarist
- Curran Murphy - gitarist
- Wayne Darley - basgitarist
- John Bates - basgitarist
- Russell "The Woodsman" Bergquist - basgitarist
- Sandor de Bretan - basgitarist
- Ray Hartmann - drummer
- Randy Black - drummer
- Mike Mangini - drummer
- Paul Malek - drummer
- Rob Falzano - drummer

## Discografie
- 1989 - Alice in Hell
- 1990 - Never, Neverland
- 1993 - Set the World on Fire
- 1994 - Bag of Tricks
- 1994 - King of the Kill
- 1996 - Refresh the Demon
- 1996 - In Command (live)
- 1997 - Remains
- 1999 - Criteria for a Black Widow
- 2001 - Carnival Diablos
- 2002 - Waking the Fury
- 2004 - All for You
- 2006 - Schizo Deluxe
- 2008 - Metal
- 2010 - Annihilator
- 2013 - Feast
- 2015 - Suicide Society
- 2017 - For the Demented
- 2020 - Ballistic, Sadistic